# Euryglossina narifera
Euryglossina narifera är en biart som först beskrevs av Cockerell 1915.  Euryglossina narifera ingår i släktet Euryglossina och familjen korttungebin. Inga underarter finns listade i Catalogue of Life.

## Bildgalleri

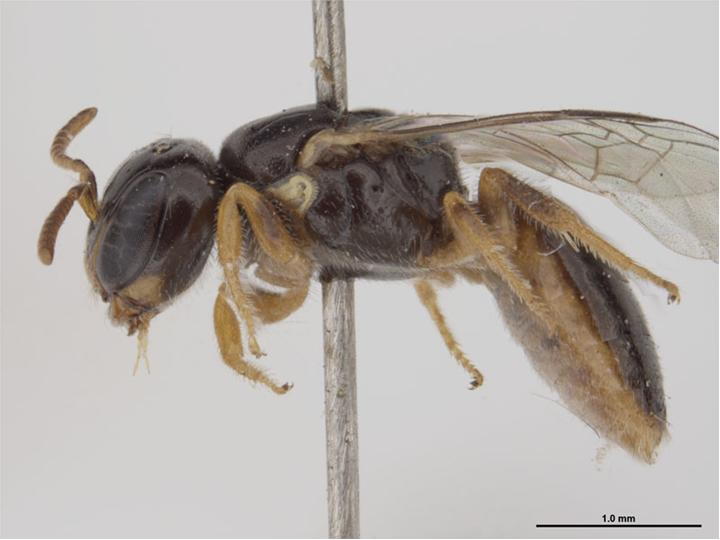